# Гласхюттен (Верхняя Франкония)
Гласхюттен (нем. Glashütten) — община  в Германии, в Республике Бавария.
Подчиняется административному округу Верхняя Франкония. Входит в состав района Байройт. Население составляет 1447 человек (на 31 декабря 2010 года). Занимает площадь 3,53 км². Местные регистрационные номера транспортных средств (коды автомобильных номеров) (нем. Kraftfahrzeugkennzeichen) — BT.

## Население
По оценке на 31 декабря 2015 года население общины Гласхюттен составляет 1412 чел. 

| Дата      | 1840 | 1871 | 1900 | 1925 | 1939 | 1950 | 1961 | 1970 | 1987 | 2011 |
| --------- | ---- | ---- | ---- | ---- | ---- | ---- | ---- | ---- | ---- | ---- |
| Население | 458  | 499  | 382  | 503  | 458  | 653  | 737  | 1000 | 1052 | 1423 |

| Год       | 1960 | 1970 | 1980 | 1990 | 2000 | 2009 | 2010 | 2011 | 2012 | 2013 | 2014 | 2015 |
| --------- | ---- | ---- | ---- | ---- | ---- | ---- | ---- | ---- | ---- | ---- | ---- | ---- |
| Население | 677  | 1018 | 1052 | 1200 | 1441 | 1444 | 1447 | 1445 | 1432 | 1444 | 1422 | 1412 |